# Pieśń (gatunek literacki)
Pieśń – gatunek literacki poezji lirycznej, o genezie związanej z obrzędami i muzyką (pieśni ludowe, pieśni średniowieczne), od której stopniowo się uwolnił, stając się samodzielną formą wyrazu.
Pieśń to utwór liryczny podzielony na strofy, zwykle o tematyce poważnej.
Forma pieśni jako wiersza wywodzi się z utworów Horacego i ód greckich (antyk, tradycja grecko-rzymska). U Horacego stała się samodzielną formą literacką.
W średniowiecznej literaturze pieśni były epickimi utworami narracyjnymi o tematyce historycznej, np. Pieśń o Rolandzie.
Pieśń posiada cztery cechy główne: uproszczoną budowę, układ stroficzny, częste refreny i rytmizację.

## Podział pieśni ze względu na tematykę
- pieśni religijne
- biesiadne
- filozoficzne
- okolicznościowe
- patriotyczne
- państwowe
- miłosne
- związane z pracą, np. pasterskie
- chwalebne
- pochwalne
- dziękczynne
- żałobne[1]

## Cechy pieśni
- uproszczona budowa
- układ stroficzny
- częste refreny
- paralelizmy
- rytmizacja